# Philipin
Philipin, svenskt bilmärke, grundat 1945 av Gunnar Philipson. 
1937 köptes före detta AB J.V. Svensons Motorfabriks fabriklokaler i Augustendal, Nacka, upp av försäljningsbolaget Philipsons Automobil AB,  för att göras till monteringsenhet för bilmärkena Chrysler, Dodge, och Plymouth. Under mellankrigstiden såldes det tyska småbilsmärket DKW i Sverige av Philipssons, och när kriget väl tog slut blev inte försäljningen av DKW lika lönsam som förut. Då det ansågs högst undvikligt att åka mot fiasko som tillverkare av billiga småbilar efter krigsslutet bestämde sig Philipsson att starta egen biltillverkning. 
Den 10 januari 1946 skrev Dagens Nyheter att den nya svenska folkbilens startserie skulle bli 5 000 enheter och att tillverkningen skulle starta inom kort. Själva bilen skulle utrustas med framhjulsdrift, stålkaross, fyra säten, och en tvåcylindrig 700 cc tvåtaktsmotor, byggd av Albin. Projektet Philipin lades ner då en annan ny svensk bil - Saab, behövde återförsäljare och var modernare och mer utvecklad än Philipin. Den absoluta dödsstöten för Philipin kom när 8 000 Saab 92:or blev beställda av Philipssons. 
Av Philipin byggdes det endast en trämodell utan motor som ytligt sett såg ut som en färdig bil. Den finns bevarad än idag. 